# Kutu
Kutu est une localité chef-lieu de territoire de la province de Mai-Ndombe en république démocratique du Congo.

## Géographie
Kutu se situe au confluent de la rivière Fimi et la de la Lukenie, elle est desservie par la route nationale 9 au sud du chef-lieu pronvincial Inongo.

## Histoire
La ville de Kutu fut un village de pêcheurs vers les années 1881-1882, composé de trois villages qui sont Malepié, Nkutu et Kensasa. Le 26 mai 1882, l'explorateur Henry Morton Stanley arriva à Kutu. En 1889, Kutu devint un poste de l'État ; c'était le 17 juillet 1895 que, par un décret royal, Kutu (Malepié) devint le chef-lieu du district de Mai-ndombe avec, comme administrateur, le baron Jacques Dixmude. En 1904, le commissaire Ferdinand Borms transféra le chef-lieu de Kutu à Inongo pour ses intérêts de caoutchouc.

## Administration et quartiers
Chef-lieu de territoire de 15 024 électeurs enrôlés pour les élections de 2018, la localité a le statut de commune rurale de moins de 80 000 électeurs, elle aura sept conseillers municipaux.
La ville de Kutu est une ville composée de six grands quartiers qui sont : Basiki, Matimba, Boboliko, Lebughe, Lumumba et Golf. Mais il y a aussi des quartiers comme : quartier Air Congo, Lemviam.

## Population
La commune de Kutu compte à présent avec une croissance de population de 2,5 %. La population est de 110 000 habitants, composée de Basakata (59 %), Badia (21 %) et le reste (20 %) sont Ntomba, Basengele, Batwa, Baboma, etc. Le recensement de la population date de 1984,.
| 1984 | 2004   | 2012   |
| ---- | ------ | ------ |
| -    | 32 381 | 38 948 |

## Santé et éducation
La ville de Kutu compte actuellement deux hôpitaux : Kutu Central, qui est l’hôpital de l’État et l’hôpital Bondo qui appartient à un privé.
La ville compte également un centre de santé, « centre de santé Mputa » et deux dispensaires aux quartiers Basiki et Lumumba. Notons la construction en cours d’un pavillon « Mères et Enfants » d’une vingtaine de lits par l’Honorable Dasyo Mokfe Thalie[réf. nécessaire].
La ville compte aujourd’hui trois medecins.
Sur le plan éducationnel, Kutu dispose d’un vaste réseau d’écoles maternelles ; primaires et secondaire. La ville de Kutu est parmi les meilleures en éducation ; les jeunes kutois et kutoise aiment les études c'est pourquoi il y a plus de prêtres kutois dans tout le diocèse d'Inongo qu'ailleurs[Interprétation personnelle ?].
Depuis le mois d’août 2018, la ville de Kutu vient d’être dotée de sa première institution d’Enseignement Supérieure et Universitaire, « ISP/KUTU » reconnu par le ministère de l’ESU et notifié par le Secrétariat Général à l’Enseignement Supérieur et Universitaire.
L’honorable Dasyo Mokfe Thalie, promoteur est son Président du Conseil d’Administration. Le professeur Biloso Moyene Apollinaire est son Directeur Général. Le Père Lessoye Mela Sylvain C.I.C.M est son Secrétaire Général Administratif.

## Voies de communication
Le territoire de Kutu, ouvert vers Kinshasa la capitale par la voie riveraine par Mfimi (plusieurs baleinières et coques, bateaux SODEFOR, MB ARCHE de NOE, etc.), , par avion (aerodrome de Nioki, Kutu, Bokoro, Ibaku, Semendwa et Bosobe) et par route à partir de Bendela.
Il y a le réseau de communication Orange, Vodacom et Airtel. Une grande station Radio et Télévision (Radio Télévision Communautaire la Voix de Kutu RTCVK en sigle) a été inaugurée à Kutu par le ministre central de la communication et média Lambert MENDE OMALANGA, œuvre de l'honorable DASYO MOKFE Thalie digne fils de Kutu. La RTCVK permet la liaison avec la télévision publique la RTNC depuis Kinshasa. Il y a encore à ce jour la présence des installations radiophonique de G.D.M sarl, notamment à Nioki, Kutu, Bokoro, Tolo, Bosobe, (Oshwe, Bongimba dans le territoire de OSHWE) le plus grand et plus ancien réseau radiophonique du territoire de Kutu et du Mai-Ndombe.

## Économie
Le territoire de Kutu dépend de l'agriculture et pêche et exploitation des bois pour son développement économique. Bien qu'il y ait des petits commerçants kutois, des Chinois et des Indiens, la population en majorité dépend de l'agriculture.
Le secteur privé joue un rôle important pour le développement de Kutu.Les prêtres catholiques ressortissant de Kutu ou non jouent aussi un rôle important. Parlant de l'exploitation des bois, nous avons le géant SODEFOR, qui malheureusement marche en steppage à ce jour; et l'artisanat. La fabrication artisanale de charbon de bois (makala) est devenue une activité économique très fructifiante pour la jeunesse de Kutu, nous citons: Tenele, Ikwalesa, Lukeni, Bamaba, Tolo, Muntu, Isho, Kempili, pour ne citer que ceux-là. En ce qui concerne le commerce de Makala artisanal, outre les commercants particuliers, l'Organisation Congolaise de Lutte Contre la Pauvreté (OCLP ONGD) est très active pour l'achat et l’évacuation vers Kinshasa la capitale, site de consommation.

## Agriculture, pêche et élevage
La ville de Kutu se situe sur un terrain où le sol est très bon pour l'agriculture et l'élevage, et cela pour la consommation locale de la population kutoise. La pêche est très bonne surtout au mois de mai jusqu'au mois d'août. La ville de Kutu est connue avec son fameux Ndakala, Bibicha, Mimpata, Luanda, Lopongo, etc. Le manioc est pour la fabrication de Lopaté, Muboko une chikwangue spécial de Kutu.
L'élevage de bovin et de volaille est aussi visible a Kutu. Hormis l'agriculture traditionnelle précitée, un nouveau céréale est devenu star à Kutu : le « sorgo ». Importé par l'honorable DASYO MOKFE Thalie dans le cadre du projet Bière et Boisson de Kutu (BBK). Cette culture expérimentale a été commandée par le service national des semences, et une autre variété venue de l'Afrique de l'Ouest. Motif de fierté pour Kutu qui devient en effet le pionnier de la culture de Sorgo, un céréale pleine de vertu à travers toute la République.

## Sports
Parmi les équipes de football en vue dans le territoire de Kutu, citons : BOKUNI, MOMBEMBE ; LISANO ;KALAMU;RENAISSANCE; SALONGO ; BAFANA ; BRESIL ; SODELAC ; MODIZO ; BOUJAR ETC.
Le football féminin se développe progressivement.
Par rapport aux infrastructures sportives, notons depuis 2016 l’aménagement à BOKORO par l’Honorable DASYO MOKFE Thalie de deux Stades homologues par la province :
- Le Stade Dasyo au Quartier Camp Pêcheurs
- Le Stade Jules Denis au Quartier Mavula/Lipwangola.